# Javaanse bloedwielewaal
De Javaanse bloedwielewaal (Oriolus cruentus) is een soort wielewaal die voorkomt op het eiland Java. De vogel werd in 1827 beschreven door de Duitse natuuronderzoeker  Johann Georg Wagler.

## Kenmerken
De Javaanse bloedwielewaal is 21 tot 24 cm lang. De vogel lijkt sterk op de soendabloedwielewaal (O. consanguineus). Het is een overwegend zwart gekleurde vogel; het vrouwtje is helemaal zwart, maar iets lichter, bruinig op de borst. Het mannetje heeft een donker karmijnkleurige vlek op de borst en buik en eveneens rode vlekken op de vleugel. Deze rode vlekken zijn bij de nauw verwante soendabloedwielewaal iets groter.

## Verspreiding en leefgebied
De vogel komt voor op het eiland Java. Het is een standvogel van montane bosgebieden tussen de 1200 en 1800 m boven de zeespiegel.

## Status
De grootte van de populatie is niet gekwantificeerd er is onvoldoende informatie om de status vast te stellen voor de Rode Lijst van de IUCN.